# Sarykemer
Sarykemer är en ort i Kazakstan.   Den ligger i oblystet Zjambyl, i den södra delen av landet, 900 km söder om huvudstaden Astana. Sarykemer ligger 552 meter över havet och antalet invånare är 15 132.
Terrängen runt Sarykemer är huvudsakligen platt, men åt sydost är den kuperad. Runt Sarykemer är det glesbefolkat, med 13 invånare per kvadratkilometer. Närmaste större samhälle är Taraz, 15,5 km sydväst om Sarykemer. Trakten runt Sarykemer består till största delen av jordbruksmark.